# Mahmud-e Mohammad-e Malekszah
Mahmud-e Mohammad-e Malekszah (pełne imię: Mogis ad-Donja wa-ad-Din Abol-Kasem Mahmud-e Mohammad-e Malekszah) (ur. 1104/1105 - zm. 10 września 1131) – sułtan z rodu Seldżukidów, panujący  w Iraku Perskim i Arabskim oraz Azerbejdżanie i Farsie od kwietnia 1118 aż do śmierci.
Był najstarszym synem Mohammada Tapara (1105 - 1118), który na łożu śmierci wyznaczył go swoim następcą. W chwili wstąpienia na tron Mahmud miał 13 lat. Na samym początku swojego panowania Mahmud musiał zmierzyć się z najazdem swojego potężnego wuja, panującego w Chorasanie Ahmada Sandżara (1118 - 1157). Oficjalnym powodem ataku Sandżara było przejęcie kontroli nad Mahmudem przez głównego hadżiba Ali Barę oraz zachęcanie przez Mahmuda Karachanidów do ataku na swego wuja. Sandżar przybył z potężną armią i w sierpniu 1119 roku pokonał Mahmuda w pobliżu Sawe, ścigając go następnie przez Irak Perski aż do Bagdadu. Po tak zdecydowanym zwycięstwie Sandżar podyktował Mahmudowi pokój, zgodnie z którym zatrzymywał Tabarestan, Ghumes, Demawend i Rej oraz zmuszał bratanka do uznania swojej tytularnej wyższości jako "najwyższego sułtana" (arab. "as-Sultan al-Mu'azzam"). Poza tym warunki były jednak pojednawcze w stosunku do Mahmuda, starszy sułtan bowiem nie tylko uznawał jego władzę nad pozostałymi terytoriami na zachodzie, ale także oddawał mu rękę swojej córki oraz ustanawiał następcą.
Mahmud miał czterech braci i walka z dwoma z nich, Masudem (1135 – 1152) oraz Toghrilem (1132 – 1134), zdominowała jego panowanie. Zarówno Masud jak i Toghril w momencie objęcia tronu przez Mahmuda byli zaledwie dziećmi, stali jednak za nimi ich tureccy atabegowie, którzy nie zamierzali tracić okazji do realizowania własnych ambicji pod pozorem wspierania roszczeń swoich podopiecznych. Toghril otrzymał od swojego ojca jako nadanie ikta Sawe, Awadż i Zandżan. Toghril zbuntował się pod wpływem swojego atabega Kün-Toghdiego i wykorzystując wojnę Mahmuda z Sandżarem zajął Gilan i Dajlam oraz Kazwin. Rządząc w tym  regionie Toghril nie uznawał nad sobą władzy Mahmuda w zasadzie przez całe jego panowanie. Masud był formalnie malikiem Mosulu, Al-Dżaziry i Azerbejdżanu, zaś jego atabegiem był Aj-Aba Dżujusz Beg. Masud i jego atabeg otwarcie zbuntowali się w roku 1120, zostali jednak pokonani pod Asadabadem przez dowódcę Mahmuda, Ak Sunkura al-Bursukiego. Zarówno Masud jak i Aj-Aba zostali oszczędzeni przez Mahmuda, przy czym ten drugi dwa lata później został nawet dowódcą wojsk wysłanych przeciwko Toghrilowi. Ukarano śmiercią jedynie wezyra Masuda, słynnego arabskiego poetę Husajna Ibn Alego at-Tughra'iego.
Podnosząc bunt Aj-Aba liczył na poparcie Dubajsa (1108 - 1135) z arabskiej dynastii Mazjadydów, który był żywotnie zainteresowany rozniecaniem sporów pomiędzy Seldżukami, co wzmacniało jego pozycję w Iraku. Rządzący w Al-Hilli Dubajs odgrywał jednak także pozytywną rolę w polityce Mahmuda, jako szyita zagrażał bowiem kalifowi w Bagdadzie, który tym samym musiał przed nim szukać seldżuckiej ochrony zamiast myśleć o zdobyciu niezależności. Dubajs miał przyrzec że spali Bagdad aż do gołej ziemi. W roku 1122 Mahmud narzucił kalifowi Al-Mustarszidowi (1118 - 1135) wezyra w osobie Ahmada-e Nezam-al-Molka, brata swojego własnego wezyra, Osmana. Kiedy ten ostatni został stracony w roku 1124 także Ahmad przestał być wezyrem kalifa. Wraz z Ak Sunkurem al-Bursukim w roku 1123 kalif obronił Bagdad przed atakiem Dubajsa, osobiście występując przeciwko niemu w polu. Było to świadectwo rosnącej pewności siebie kalifa i namiestnik (szihna) Mahmuda w Bagdadzie, Jürün-Ghusz, poczuł się na tyle zaniepokojony, że w roku 1126 wysłał sułtanowi ostrzeżenie, iż jeśli ten nie pojawi się osobiście w Iraku jego prawa zostaną zaatakowane. Mahmud przybył do Bagdadu i obległ Al-Mustarszida we wschodniej części miasta, zmuszając go do zawarcia pokoju i zapłacenia przyrzeczonego trybutu.
W roku 1125 Dubajs połączył siły z Toghrilem by nękać sułtana i kalifa w Iraku, nowi sprzymierzeńcy nie byli jednak w stanie utrzymać się w regionie i Mahmud ścigał ich przez Irak Perski aż do Chorasanu. Toghril wraz z Dubajsem znaleźli schronienie u Sandżara, któremu naopowiadali o niezadowoleniu Mahmuda z niego i jego bliskości z kalifem. W rezultacie Sandżar w roku 1128 przybył do Reju, gdzie jednak porozumiał się z Mahmudem. Dubajs był zmuszony uciekać kolejno do Al-Hilli, Basry i ostatecznie Syrii, gdzie wpadł w ręce Zengiego (1127 - 1146) i ledwo uniknął śmierci. Dwa lata później Masud przybył do Sawe z Chorasanu, gdzie przebywał u Sandżara, i zawarł z Mahmudem pokój w Kermanszahu. Zgodnie z jego warunkami Mahmud przyznał mu jako iktę Gandżę w Azerbejdżanie.
Będąc tak zaabsorbowanym wewnętrznymi trudnościami Mahmud nie mógł poświęcić zbyt wiele uwagi zewnętrznym zagrożeniom. Największym z nich była ekspansja króla Gruzji Dawida Budowniczego (1089 - 1125), który zaprzestał płacenia trybutu Seldżukom. W roku 1121 Mahmud wysłał przeciwko niemu ekspedycję w której wzięli udział Ilghazi, Toghril, Dubajs i Kün-Toghdi, została ona jednak rozbita w bitwie pod Didgori. Triumfujący Gruzini zdobyli Tbilisi, kończąc tym samym historię jego muzułmańskiego emiratu, zaś wkrótce potem zdobyli także Ani, skąd wyrzucili Abol Aswara Manuczehra (1110 - 1123) z miejscowej dynastii Szaddadydów. Ani powróciło jednak w ręce Szaddadydów w roku 1126. Mahmud w roku 1123 przybył do także zagrożonego Szyrwanu, przy czym pojmał szyrwanszaha, zaś w chwili zagrożenia atakiem Dawida wycofał się. Za panowania Mahmuda Fars znajdował się w stanie całkowitego zamętu po śmierci jego dawnego namiestnika Dżawalego Sakawy w roku 1117, z różnymi emirami toczącymi walkę o władzę nad prowincją.
Za panowania Mahmuda możemy dostrzec początek dezintegracji sułtanatu, co objawiało się m.in. w bezustannej obecności podważających władzę sułtana innych pretendentów wraz z ich atabegami oraz powstałej stąd konieczności poszukiwania poparcia potężnych tureckich emirów poprzez nadawanie im ciągle nowych ziem lub praw podatkowych w formie ikty.  W tym kontekście urzędnik i krótkotrwały wezyr Mahmuda, Anuszerwan Kaszani, lamentując nad stanem sułtanatu pisał: "Państwo, które za rządów sułtana Mohammada potrafiło utrzymać jedność i na które nikt nie odważył się targnąć, teraz, gdy przeszło na jego syna, Mahmuda, uległo rozdrobnieniu i ruinie. Wzięli swój udział w jego władzy, a jemu pozostawili zaledwie tyle by mógł się utrzymać". Anuszerwan Kaszani pozostawił po sobie bardzo surową ocenę administracji i dworu Mahmuda, należy jednak pamiętać, że bezpośrednie rządy sułtana rozciągały się jedynie na Irak Perski, północny Fars i rejon Bagdadu i w tych regionach musiał znaleźć nadania ikta dla swoich żołnierzy. Finanse Mahmuda były ciągle w stanie zagrożenia i wezyr był zobowiązany do znalezienia pieniędzy za pomocą wszelkiego rodzaju nadużyć i konfiskat. Źródła podkreślają natomiast sprawiedliwość i miłosierdzie sułtana w sprawach sądowych, jak również rzadką u seldżuckich książąt znajomość arabskiego i zainteresowanie piśmiennictwem w tym języku. Mahmud patronował wielu czołowym poetom okresu i słynny Hajsa Bajsa poświęcił mu niektóre ze swoich panegiryków.
Mahmuda należy uznać za pierwszego sułtana z odrębnej linii Seldżukidów Irackich. Zmarł on 10 września 1131 roku w wieku 27 lat, przed śmiercią wyznaczając następcą tronu swojego syna, Dawuda (1131 - 1132). Oprócz niego sułtanami Iraku miało zostać jeszcze dwóch synów Mahmuda - Malekszah (1152 - 1153) i Mohammad (1153 - 1159).